# Laura Carmichael
Laura Elizabeth Carmichael (Southampton, Inglaterra; 16 de julio de 1986)  es una actriz británica, ampliamente conocida por su papel de Lady Edith Crawley en la serie de televisión Downton Abbey. En 2016 participó en la producción The Maids, junto a Uzo Aduba y Zawe Ashton.

## Biografía
Laura Elizabeth Carmichael nació en Southampton, Hampshire, Inglaterra, es hija de Sarah, una técnica radióloga y de Andy Carmichael, un asesor de software. Laura tiene dos hermanas: Amy, que trabaja para una empresa de puesta en marcha de software, y Olivia, una recaudadora de fondos para el NHS.
Uno de sus bisabuelos paternos era el aviador Norman Blackburn. Carmichael fue educada en la Shirley Junior School, La Escuela Mountbatten y en la Universidad Peter Symonds. Se preparó en la Escuela de Teatro Bristol Viejo Vic, graduándose en 2007.

## Trayectoria

### Filmografía
Entre 2010 y 2015 Carmichael interpretó a Lady Edith Crawley en Downton Abbey, papel que le valió el reconocimiento en todo el mundo.
Otras funciones televisivas incluyen partes en El Corazón de Thomas Hardy y Fin de Nuestra Calle.
En 2011 aparezca en Tinker Tailor Soldier Spy e interpretó al personaje Henriette en la película del 2014 Madame Bovary.
Carmichael interpretó a Seph en la película de comedia Burn, Burn, Burn, la cual fue estrenada en octubre de 2015.
Ella es la nueva estrella de A United Kingdom como Muriel Williams-Sanderson y en la serie de televisión Marcella como Maddy Stevenson, ambas durante 2016.

### Teatro
Carmichael hizo su debut de West End en Tío Vanya junto a Anna Frield y Samuel West en octubre de 2012.
Interpretó a Arabella en The Fitzrovia Radio Hour en El Teatro Underglobe a comienzos de 2013.
A comienzo de 2016, Carmichael interpretó a Madam en la producción de Jamie Lloyd, The Maids en los Estudios Trafalgar en el lado oeste de Londres.
Carmichael también ha aparecido en Abundancia en el Teatro Sheffield Crucible e interpretó a Laura jugada en Razones para Vivir como parte del Festival de Arañazo en Centro de arte Battersea. A finales del 2009 fue Miranda en una producción de Shakespeare, La Tempestad.

## Vida personal
Laura Carmichael vive en Camden, Londres del norte. Es amiga cercana de Michelle Dockery, quien interpretó a su hermana Mary en Downton Abbey.
Antes de su papel como Lady Edith a comienzos de 2010, Carmichael había trabajado como secretaria de un cirujano.

## Filmografía
| Año       | Título                             | Función               | Notas |
| --------- | ---------------------------------- | --------------------- | --- |
| 2009      | Casa al final de Nuestra Calle     | Yvonne                | |
| 2010      | El Corazón de Thomas Hardy         | La sirvienta de Hardy | |
| 2010–2015 | Downton Abbey                      | Lady Edith Crawley    | Serie de televisión 52 episodios. Premio de Gremio de los Actores para Rendimiento Excepcional por un Ensemble en una Serie de Obra (2012, 2014, 2015) |
| 2011      | Tinker Espía de Soldado del sastre | Sal                   | |
| 2014      | Madame Bovary                      | Henrietta             | |
| 2015      | Quemadura, Quemadura, Quemadura    | Seph                  | |
| 2016      | Un Reino Unido                     | Muriel Williams       | |
| 2016      | Marcella                           | Maddy Stevenson       | |
| 2019      | Downton Abbey                      | Lady Edith Pelham     | |
| 2019      | The Spanish Princess               | Margarita Pole        | Serie de televisión 8 episodios. |
| 2022      | Downton Abbey: A New Era           | Lady Edith            | |

## Teatro
| Año  | Título                   | Función       | Notas                     |
| ---- | ------------------------ | ------------- | ------------------------- |
| 2009 | Razones para Vivientes   | Laura         | BAC                       |
| 2009 | El Tempest               | Miranda/Ariel | Visita de Reino Unido     |
| 2011 | Plenty                   | Louise/Dorcas | Sheffield Crucible Teatro |
| 2012 | Tío Vanya                | Sonya         | Teatro Vaudeville         |
| 2013 | The Fitzrovia Radio Hour | Arabella      | Underglobe Teatro         |
| 2016 | Las Sirvientas           | Madam         | Trafalgar Estudios        |